# Daniel Kalt
Daniel Kalt (* 1977 in Spittal an der Drau) ist ein österreichischer Autor und Journalist.

## Leben
Nach Besuch des Gymnasiums in Kärnten studierte Kalt Komparatistik und Romanistik mit Schwerpunktsetzung auf französische und portugiesische Literatur in Wien, Lissabon, Madrid und Paris und spezialisierte sich auf zeitgenössische Übersetzungstheorien. In seiner Magisterarbeit analysierte er die Molière-Übersetzungen von António Feliciano de Castilho, einem Vertreter der portugiesischen Romantik.
Er promovierte mit einer Dissertation über die Darstellung postindustrieller Hafenstädte in der Kriminalliteratur. Im Mittelpunkt stehen die mediterranen Metropolen Barcelona und Marseille sowie die primärliterarischen Werke von Manuel Vázquez Montalbán, Eduardo Mendoza, Francisco González Ledesma, Andreu Martín, Jean-Claude Izzo sowie anderer Vertreter des sogenannten polar marseillais.
Seit 2006 arbeitet Kalt als Journalist mit Spezialisierung auf die Themen Mode, Urbanismus und Lifestyle. Zwischen 2006 und 2010 verfasste er eine Artikelserie über Kunst im öffentlichen Raum für die urbanistisch ausgerichtete Zeitschrift Dérive. 2008 war er bei dem österreichischen Verlag Ahead Media Teil der Entwicklungsredaktion des in Italien von Mondadori publizierten Magazins „Flair“.
Seit 2010 als Redakteur der Tageszeitung Die Presse tätig, wurde er 2014 Chefredakteur von deren Wochenendbeilage Schaufenster. 2013 konzipierte er das halbjährlich erscheinende Kulturmagazin der Presse und die halbjährlich erscheinende Trendausgabe des Magazins Schaufenster. Begleitend verfasst er Buchbeiträge und wissenschaftliche Aufsätze.
Anfang 2023 erschien bei Kremayr & Scheriau das Buch „Staat tragen“, eine Analyse der zu Kommunikationszwecken in der Politik eingesetzten Bekleidungsformen bzw. „Typologie der modischen Message Control“ (Website des Verlags). Dieser Ansatz öffnet das Feld von Modetheorie und -soziologie hin zu jenem der in der Forschung als Visual Politics bezeichneten Prinzip.

## Auszeichnungen
- 2005 Kleiner Übersetzerpreis der Stadt Wien
- 2013 Vienna Fashion Award als bester Modejournalist

## Buchbeiträge und wissenschaftliche Publikationen
- Fulvio Tomizzas letteratura istriana als eine Literatur der Heimat-différance, in: Quo Vadis, Romania?, 7 (2001)[9]
- Verkannter, vielseitiger Castilho. Ein gesellschaftsreformierender Poet und polemischer Pädagoge als Molière-Übersetzer. Frankfurt am Main, Peter Lang, 2005
- (Re)Visionen. Übersetzende als AutorInnen von Intertexten, in: arcadia 42:1 (2007)[10]
- S.O.A.P. und das Ende der Theaterpanik, in: Hapsi Apsi Pipsi Popsi Yipsi. Hg. von Eva Dranaz, Jochen Fill, Christopher Wurmdobler. Wien, Czernin, 2013[11]
- A New Creative Class – Contemporary Fashion Design since the 1950s (mit Petra Percher), in: Austrian Fashion Design. Eine Zeitreise durch die österreichische Mode. Hg. von Ulrike Tschabitzer-Handler und Andreas Oberkanins. Wien, Brandstätter, 2013[12]
- Zeigen, wohin die Reise geht. Daniel Kalt führt ein Gespräch mit Klaus Mühlbauer, in: 111 Lieblinge. Ein Hutbuch. Hg. von Eva und Klaus Mühlbauer. Wien, Metroverlag, 2014[13]
- Wertvolle Werkzeuge – Drei Fallbeispiele spezialisierter Teilsammlungen aus New York, Chicago und Antwerpen, in: Fashion. Aus der Kostüm- und Modesammlung der Universität für Angewandte Kunst Wien. Hg. von Elisabeth Frottier, Carmen Bock, Doris Drochter, Patrik Werkner. Mit Fotografien von Christin Losta. Basel, Birkhäuser, 2017[14]
- Unheimliche Schönheiten. Barcelona und Marseille – postindustrielle Hafenstädte in der Kriminalliteratur. Bielefeld, transcript, 2018[15]
- Staat tragen: Über das Verhältnis von Politik und Mode, Wien, Kremayr & Scheriau, 2023, ISBN 978-3-218-01355-0.